# Oiran

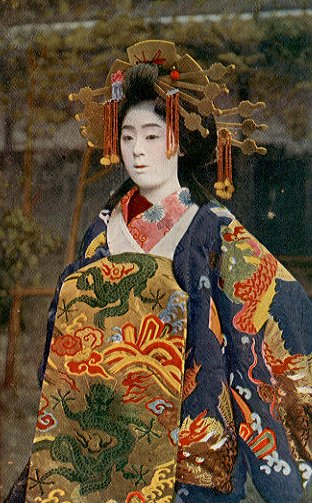
Une oiran.

Les oiran (花魁, « premières fleurs ») ou tayū (太夫 / 大夫) étaient des courtisanes de haut rang au Japon, célèbres en particulier au cours de l'époque d'Edo. Ce sont les principaux personnages du « monde des fleurs et des saules » (花柳界, karyūkai). Les maisons où elles demeuraient se nommaient les « maisons vertes » (seirō). Elles se distinguent des prostituées ordinaires par leur maîtrise des arts, notamment la danse et le chant, et le fait que certaines soient devenues célèbres hors des quartiers de plaisir.

## Étymologie
Les deux termes, oiran et tayū (太夫 / 大夫), sont souvent utilisés de façon indifférenciée. En réalité, le terme tayū est le premier apparu ; il désigne toujours une courtisane du plus haut niveau et faisant montre de talent en matière de danse et de chant. À Yoshiwara, quartier des plaisirs d'Edo (Tokyo), le nombre de femmes de rang tayū a régulièrement diminué jusqu’à ce qu’elles finissent par disparaître complètement vers la fin du XVIIIe siècle.
Le terme oiran est alors apparu : les oiran sont également des courtisanes de haut niveau, mais sans connaissance particulière de la danse ou du chant, car sont alors apparues les geishas (« personne qui pratique les arts »), qui, sans être des courtisanes elles-mêmes, ont repris à leur compte danse et chant. Le terme tayū est cependant resté utilisé à Shimabara et Shinmachi, les quartiers de plaisir de Kyoto et Osaka.
Le terme oiran vient de l'expression japonaise oira no tokoro no nēsan (おいらの所の姉さん) qui signifie « ma grande sœur ». Quand il s'écrit en kanjis, il est composé de deux caractères (花魁), le premier caractère signifiant « fleur » et le second « premier » ou « en tête ». En principe, seules les plus grandes courtisanes de Yoshiwara prenaient le titre d'oiran, mais le terme s'appliqua rapidement à toutes.

## Histoire

### Montée en puissance des courtisanes

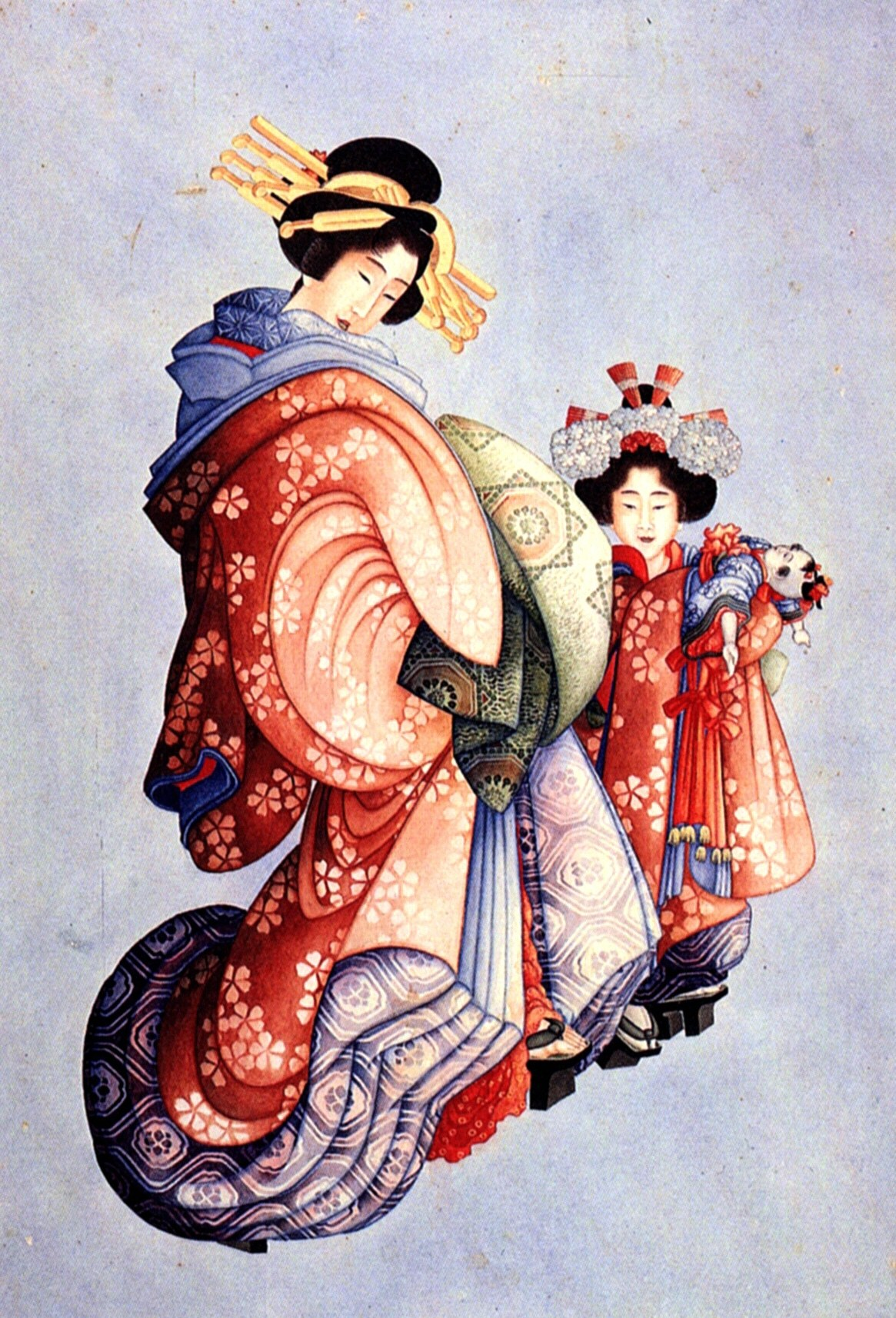
Oiran et sa kamuro par Katsushika Hokusai.

La culture des oiran apparut au début de l'ère Edo (1603-1868), quand des lois restreignirent les maisons closes aux seuls quartiers de plaisirs ou 遊廓、遊郭 (yūkaku), des quartiers emmurés d'une enceinte (kuruwa) et situés loin des centres des villes. Les courtisanes avaient peu de chances de quitter ces quartiers et pouvaient encore moins s'en échapper. Celles qui tentaient de s'enfuir étaient toujours rattrapées et sévèrement punies.
Ces quartiers étaient nombreux, mais les plus célèbres étaient Shimabara à Kyoto, Shinmachi à Osaka, et Yoshiwara à Edo (l'actuel Tokyo). Ils devinrent rapidement des villes à part entière, capables d'offrir toutes sortes de divertissements, y compris des repas raffinés, des spectacles et des festivals et parades.

### Statut et rang

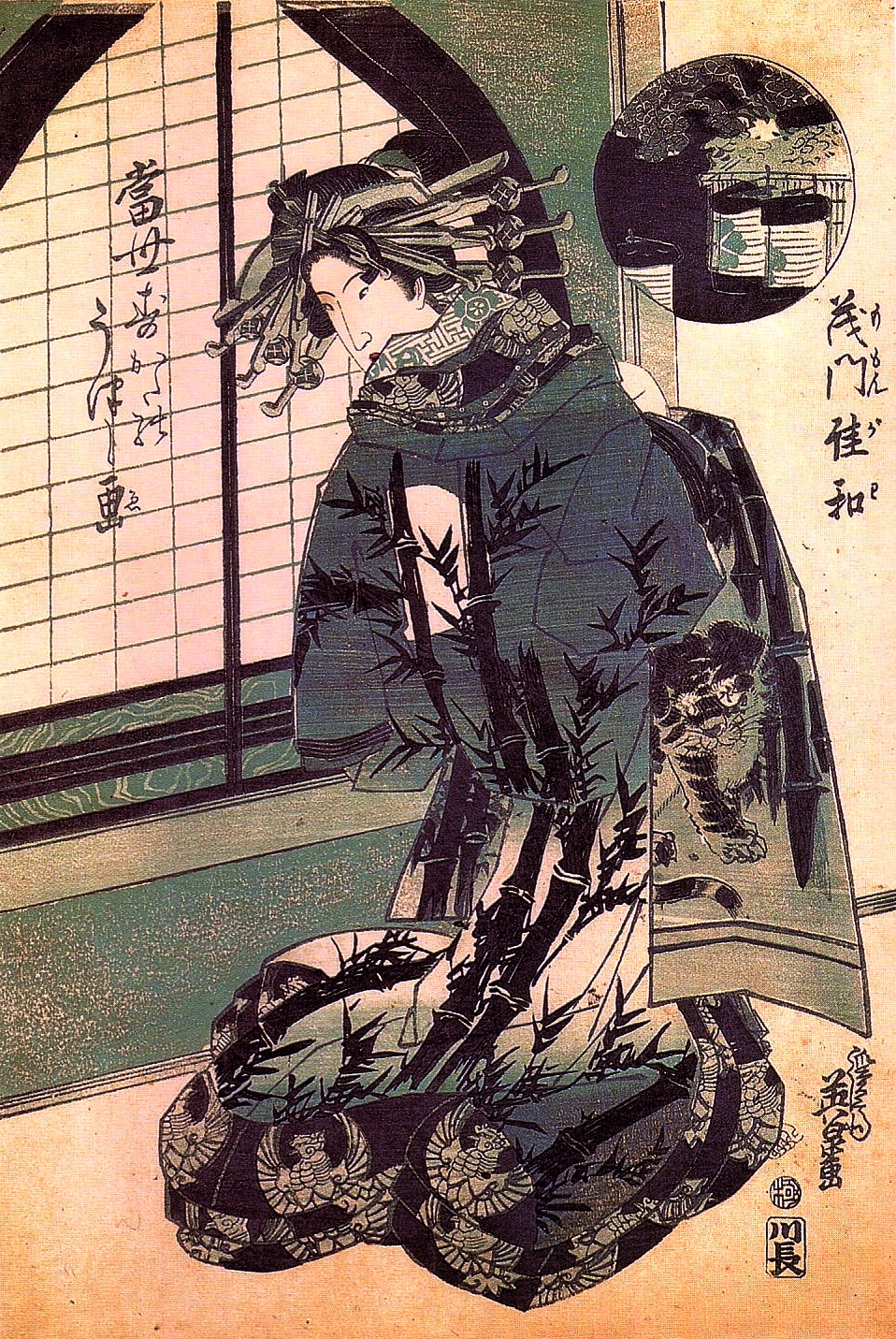
Courtisane par Keisai Eisen (v. 1820).

À partir de 18 h, chaque soir, les courtisanes de bas niveau étaient exposées derrière les barreaux du rez-de-chaussée de la maison, comme des mannequins dans une devanture. Les clients potentiels s'arrêtaient devant ces « vitrines-prisons » pour regarder les courtisanes et en choisir une, avant de monter à l'étage avec elle. Suivant le rang de la prostituée, l'affaire était plus ou moins vite réglée.
Car, si à l'intérieur des quartiers réservés la hiérarchie qui existait à l'extérieur n'avait plus cours, une autre hiérarchie existait, avec ses rituels et son étiquette. Ainsi, par exemple, les courtisanes étaient divisées en huit échelons. Cette hiérarchie était essentiellement basée sur leur beauté, leur caractère, leur éducation et leurs compétences artistiques, plutôt que sur leur naissance.
Au contraire des simples yūjo, dont le principal intérêt était leurs faveurs sexuelles, les oiran étaient avant tout des artistes offrant des divertissements. On attendait d'elles qu'elles puissent faire preuve d'une très grande culture, dans des domaines très divers, dont la cérémonie du thé, l'ikebana (art floral) ou la calligraphie ; elles apprenaient également à jouer du koto, du shakuhachi, du tambour et du shamisen. La maîtrise du shamisen était un atout important qui contribuait à établir leur rang. Mais plus encore que les talents musicaux, la connaissance de la composition littéraire et de la poésie, la capacité à faire des allusions littéraires ou à placer des mots d'esprit était essentielle pour une tayū.
Un contemporain a pu écrire :
« Il est consternant pour quiconque de ne pas savoir écrire. Mais pour une courtisane, c'est un véritable désastre. Car lorsqu'une courtisane écrit bien, peu importe qu'elle ne sache pas jouer du shamisen. Alors que, même pour une virtuose du shamisen, il serait regrettable que l'on puisse dire d'elle qu'elle n'est qu'une mauvaise calligraphe, ou que sa grammaire laisse à désirer. »
Le rang le plus élevé pour les courtisanes était tayū (太夫), suivi de kōshi (格子),. Une tayū recevait la formation d'une grande dame cultivée, et ses kamuro s'adressaient à elle dans le langage châtié de la cour. Elle se déplaçait dans un équipage princier, et il était, disait-on, facile de la confondre avec une dame de la noblesse. Les maisons closes où elle demeurait étaient ornées de paravents peints dans le style Kano, et n'avaient rien à envier à un palais.
Tout en haut de l'échelle, les tayū n'avaient pas de relations avec le client avant sa troisième visite, tout aussi onéreuse que les deux premières. Elles avaient également assez de prestige pour pouvoir refuser des clients. Leur statut élevé se reflétait dans le prix de leurs prestations : une soirée avec une tayū coûtait entre un ryō et un ryō trois bu, ce qui était de l'ordre du salaire annuel d'un vendeur.
En 1761, la dernière tayū de Yoshiwara mit fin à sa carrière, et avec elle disparurent les rangs de tayū et de kōshi dans ce quartier. Le terme oiran devint alors un moyen de s'adresser poliment aux courtisanes qui restaient.

### Déclin

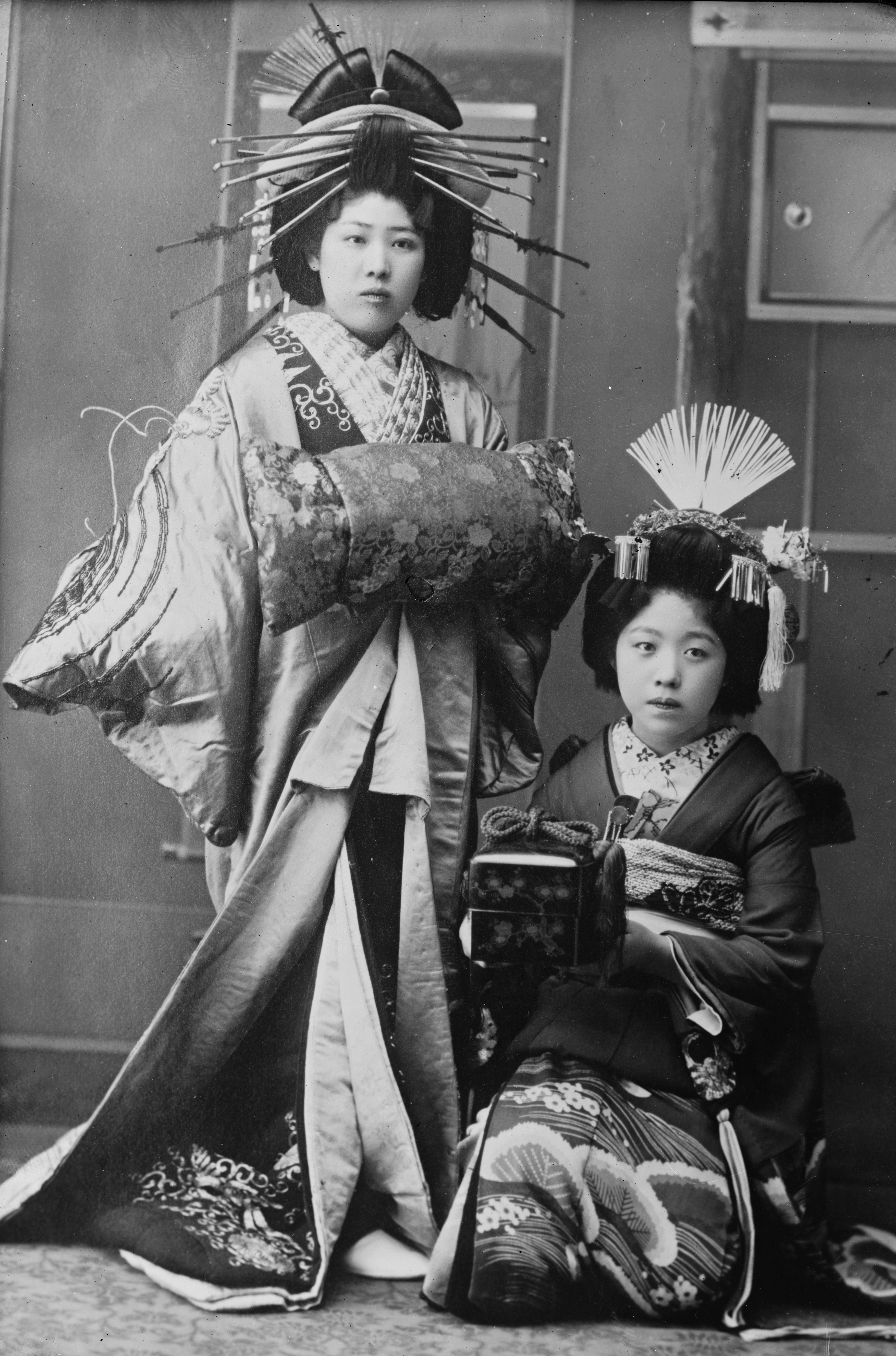
Une oiran et sa kamuro (années 1920).

L'isolement des quartiers de plaisir figea les rituels des oiran et les éloigna de plus en plus de l'évolution de la société japonaise. L'étiquette stricte qui régissait les comportements, l'utilisation du langage de la cour plutôt que du langage courant faisaient des quartiers de plaisir et de leurs habitantes un monde à part. Les clients ordinaires furent de plus en plus refusés, les oiran se limitant aux clients recommandés par certaines maisons de thé, et uniquement sur rendez-vous, ce qui augmenta le coût et le délai des prestations. Alors que les coiffures et les vêtements des Japonais se simplifiaient, les oiran continuaient de porter des vêtements de plus en plus ostentatoires, avec des coiffures arborant jusqu'à huit grandes épingles à cheveux, et de nombreuses couches de kimonos très décorés comme au début de l'époque Edo. Les divertissements qu'elles offraient étaient toujours ceux des courtisanes des premières générations. Lorsque la culture des oiran devint trop éloignée de la vie ordinaire, le nombre de leurs clients s'effondra.
La montée en puissance des geishas accompagna le déclin des oiran. Les geishas étaient à l'origine des artistes destinées à suppléer les oiran, et leurs vêtements et coiffures étaient plus discrets pour ne pas faire de l'ombre aux courtisanes. Cependant, leur raffinement moins poussé les rendit plus abordables. Les divertissements qu'elles offraient étaient également plus proches des goûts du Japonais moyen. Plus important encore, elles étaient moins chères que les oiran. À la fin du XIXe siècle, les geishas avaient remplacé les oiran comme compagnie préférée des riches Japonais.
Quelques oiran continuèrent de recevoir des clients dans les anciens quartiers de plaisir, mais elles n'étaient plus les références de la mode et du divertissement. Lors de la Seconde Guerre mondiale, les courtisanes souffrirent des restrictions et leur luxe ostentatoire était mal vu. Les lois de 1958 contre la prostitution mirent un terme à leur culture.

## Lesoirande nos jours

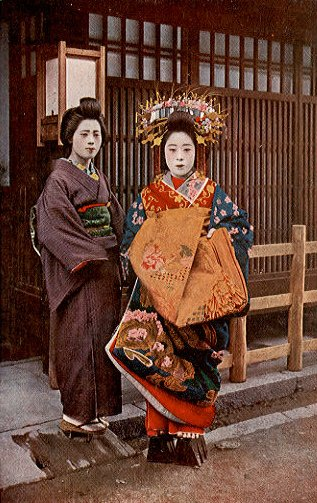
Une tayū.

De nos jours, il existe encore quelques tayū fournissant des divertissements similaires aux geishas, sans services sexuels. Cependant il en existe actuellement moins de cinq, alors qu'il y a trois cents geishas à Kyoto. Elles se trouvent à Shimabara bien que ce quartier ait perdu son statut de hanamachi à la fin du XXe siècle à cause du déclin des tayū. Cependant, Shimabara est encore reconnu comme quartier de plaisir par certains, car des tayū et des geishas y travaillent encore. Les quelques femmes qui pratiquent encore les arts des tayū le font surtout pour préserver leur héritage culturel.

## Leskamuro
Les courtisanes de haut rang avaient souvent une ou deux apprenties, appelées kamuro, qui les accompagnaient et les servaient. En échange de la formation qui leur était donnée, la courtisane les habillait selon ses goûts. Ces kamuro sont donc souvent facilement reconnaissables sur les estampes car, en dehors de leur obi (帯, ceinture) noué sur l'avant comme la courtisane, elles portent chacune exactement le même kimono.

## Particularités vestimentaires
Les oiran sont vêtues de façon très voyante de robes de brocart de couleurs vives. Elles arborent une coiffure ostentatoire ornée de nombreuses grandes épingles à cheveux orangées. Elles nouent également l'obi de leur kimono sur l'avant et portent de très hautes geta noires, dont le socle est séparé en trois parties dans la longueur.

## Parade des courtisanes (Oiran dōchū)

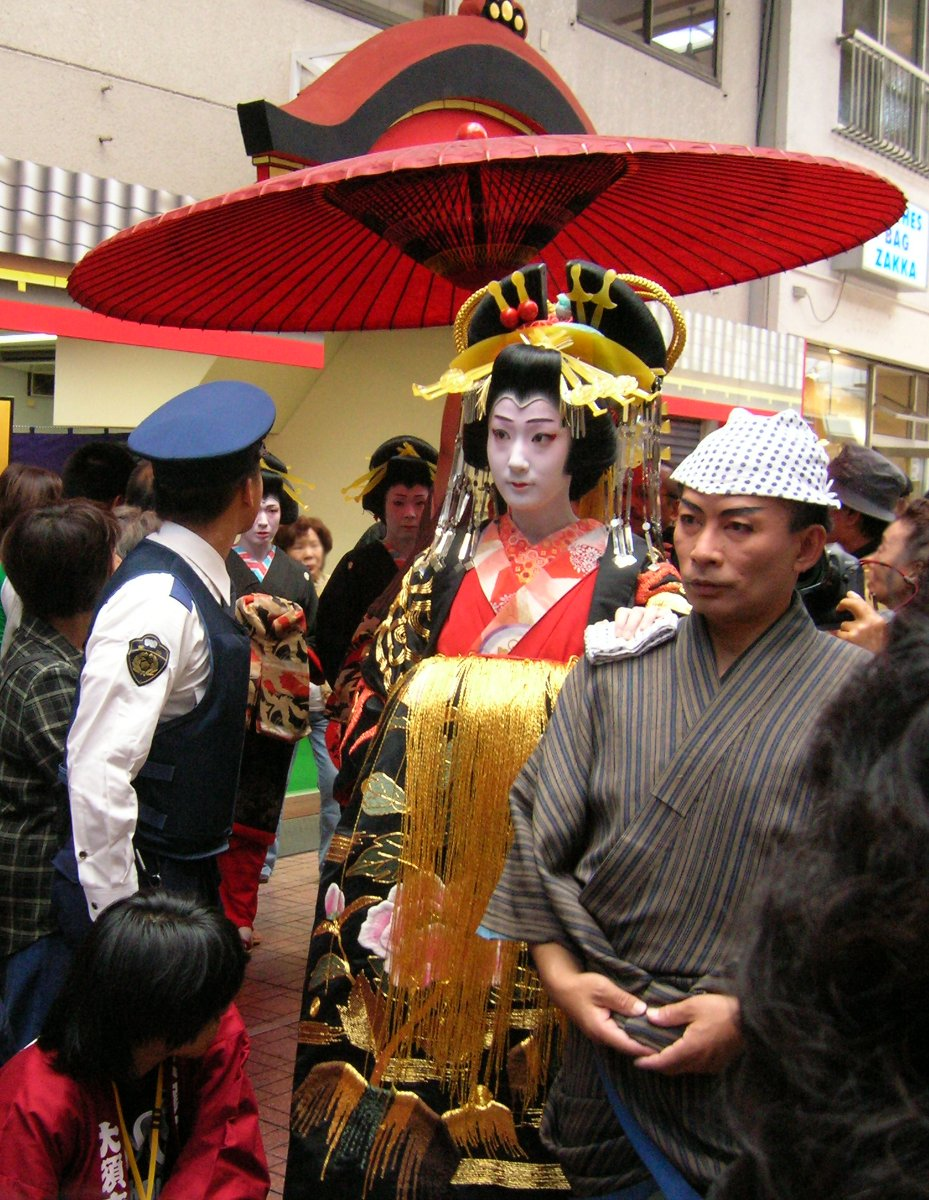
Oiran dōchū à Nagoya en 2008.

Dans plusieurs villes du Japon se déroulait chaque année la parade des courtisanes de haut rang, l'Oiran dōchū (花魁道中) ou simplement Dōchū. Les courtisanes, vêtues de kimonos et d'obis chamarrés, le visage peint en blanc avec la poudre blanche oshiroi, et accompagnées de leurs kamuro, leurs petites suivantes, défilaient alors à pas lents à travers la ville.
Leur démarche était alors très particulière : lorsqu'elles paradent, les oiran ou les tayū avancent très lentement, en décrivant un cercle vers l'extérieur avec le pied, en même temps qu'elles fléchissent légèrement l'autre genou, et qu'elles marquent un temps d'arrêt à chaque pas.
Ces parades étaient suivies de près car les nouveautés vestimentaires déployées à cette occasion par oiran et tayū contribuaient à définir la mode.
De nos jours, une grande parade des courtisanes se déroule à Tsubame, Niigata, sous le nom de Bunsui Sakura matsuri oiran dōchū. Cette parade met en scène trois oiran vêtues de leurs plus beaux atours — Shinano, Sakura, et Bunsui — au milieu des cerisiers en fleurs du mois d'avril, et accompagnées par environ 70 serviteurs. Cet événement, également appelé « Parade des rêves d'Echigo » (Echigo no yume-dochu) est extrêmement populaire et de nombreux Japonais postulent pour jouer le rôle des oiran ou de leurs serviteurs.
Un festival de rue a lieu au temple Ōsu Kannon de Nagoya au début du mois d'octobre, et le point culminant des deux jours de la fête est une parade de courtisanes au milieu des boutiques du temple. Des milliers de spectateurs se rassemblent alors pour pouvoir photographier les oiran, leurs serviteurs et leur entourage de kamuro (celles-ci étant représentées par des jeunes filles en kimono rouge, fardées de blanc, leurs cheveux lâchés comme les miko).
Il y a également un Oiran dōchū à Shinagawa, entre Minami-Shinagawa et Aomono-Yokochō, en septembre.

## Oiranau cinéma
- Tokyo Bordello de Hideo Gosha, 1987

## Oirandans la fiction
Certains jeux vidéo, mangas et animes mettent en scène des oiran, en particulier pour les histoires se déroulant dans le Japon ancien. Par exemple :
- dans One Piece, l'oiran Komurasaki est la première courtisane du pays des Wa qui est apparue la première fois lors de la parade de l'oiran ;
- dans Kenshin le vagabond, Yumi « la nocturne », la compagne de Makoto Shishio, est une ancienne oiran ;
- Hone Onna, assistante de La Fille des enfers dans l'anime du même nom, est une oiran assassinée et ramenée à la vie ;
- Sakuran, adapté au cinéma avec Anna Tsuchiya ;
- dans le manga Peace Maker Kurogane, la belle Akesato est une oiran. Elle a deux jeunes kamuro qui l'assistent : Saya et Hana ;
- dans le manga Seirō opera (it) de Kanoko Sakurakouji, la jeune orpheline Akane, fille de samouraï[Quoi ?] ;
- Setsuka, personnage jouable dans SoulCalibur III et SoulCalibur IV, a un design semblable à celui d'une oiran.
- dans Demon Slayer, Koinatsu est oiran de la maison Tokito[19].
- dans le manga La courtisane d'Edo de Kanoko Sakurakoji, l'héroïne est une jeune femme de quinze ans issue de la noblesse militaire japonaise.